# Elena Bonzanigo
Elena Bonzanigo (Bellinzona, 18 februari 1897 - Locarno, 1 november 1974) was een Zwitserse schrijfster uit het kanton Ticino.

## Biografie
Elena Bonzanigo was een dochter van Rocco Bonzanigo, een ingenieur, en van Lina Gatti. Ze huwde Peter Hoppeler, een arts. Nadat ze haar kindertijd in Italië had doorgebracht, vervolledigde ze haar taalkundige en artistieke opleiding in Genève en in Londen.
Ze legde zich aanvankelijk toe op de schilderkunst, maar zou later haar focus verleggen naar de letteren. Zo publiceerde ze in 1928 het werk Memorie di un campanile, volgde in 1931 de dichtbundel La sorgente schreef ze in 1938 Storielle primaverili. Ze zou echter vooral literaire erkenning verwerven met haar romans Serena Seròdine (1944; winnaar van de Schillerprijs), Oltre le mura (1955), La conchiglia (1963, winnaar van de Lyceumprijs) en het verhaal Viaggio di notte (1958). Haar verhalen, vergelijkbaar met die van Alessandro Manzoni, waren steeds geïnspireerd door personages en gebeurtenissen uit de geschiedenis van het kanton Ticino.
Daarnaast was ze een medewerkster bij de dagbladen Cenobio en de Corriere del Ticino en maakte ze eveneens meerdere hoorspelen voor de Zwitserse Italiaanstalige radio.

## Werken
- (it)  Memorie di un campanile, 1928.
- (it)  La sorgente, 1931.
- (it)  Storielle primaverili, 1938.
- (it)  Serena Seròdine, 1944.
- (it)  Oltre le mura, 1955.
- (it)  Viaggio di notte, 1958.
- (it)  La conchiglia, 1963.